# 김구하
김구하(金九河, 1872년 양력 5월 7일 ~ 1965년 양력 10월 3일)는 한국의 승려이다. 구하는 법호이며, 법명은 천보(天輔), 자호는 취산(鷲山)이다.

## 생애
경상남도 울주군 출생이다. 갓난 아기 때 절에 버려진 아이였다는 설도 있으며, 경남 양산의 통도사에서 동승 생활을 하다가 1884년 13세때 양산 천성산 내원사에서 출가하여 승려가 되었다.
1910년 한일 병합 조약이 체결되고 이듬해 조선총독부가 사찰령을 내린 가운데 김구하는 30대본산 중 1등지인 통도사의 초대 주지가 되었다. 조선 시대 동안 탄압 받았던 불교계는 불교에 우호적인 듯한 일제의 총독 정치에 찬성하는 입장을 보였는데, 주요 사찰 주지들이 조선총독 관저를 여러 차례 방문하여 교분을 나누었다. 이 중에서도 김구하는 총독 데라우치 마사타케와 가까이 지내며 1916년 데라우치가 식민 통치를 잘 수행한 공으로 원수 칭호를 받았을 때 승려 수백 명을 동원해 축하식을 거행하기도 했다.
1917년에는 불교계 수장 격인 삼십본산연합사무소 제3대 위원장으로 선출되었다. 이때도 《조선불교총보》에 글을 발표하여 총독 정치 이후 조선 승려는 국가의 은총을 입어 종교인의 권리를 향유하고 있다는 주장을 폈다.
그해 8월부터는 일본불교시찰단 단장이 되어 약 3주간 일본 각지를 여행하였다. 당시 일본 수상은 초대 조선총독을 역임한 데라우치였기에, 이들은 데라우치를 수상 관저에서 면회하고 선물과 함께 감사의 말을 전했다. 이어 메이지 천황의 묘를 참배했고, 김구하는 이 자리에서 "천황의 권속인 우리들"이라는 문구로 시작되는 축문을 읽었다. 여행을 마친 뒤에는 일본에서 천황의 행차를 목격한 일을 적은 〈천은(天恩)이 막대〉라는 글을 《매일신보》에 기고하여 감격을 표시한 바 있다. 이와 같은 행동에 대해 발달한 문명의 심장부를 보고 느낀 단순한 문화적 충격이었을 것이라는 추정도 있다.
김구하는 3·1 운동 직후 상하이의 대한민국 임시정부를 지지하는 〈대한승려연합회 선언서〉라는 불교 승려들의 문건에 김취산이라는 가명으로 서명을 한 일이 있어 행적에 대한 평가가 엇갈린다. 이 무렵 통도사의 재산을 털어 독립운동 자금을 출연했다는 주장과 함께 유흥비로 탕진했다는 설도 있다. 자금의 용처가 분명치 않은 것은, 이 일을 미리 사찰 내에서 상의하지 않고 혼자서 시행하였다가 나중에 공금 횡령 의심을 받자 독립운동 자금으로 지출했다고 밝혔기 때문이다.
김구하는 통도사 주지직을 다섯 차례나 연임하고 삼십본산연합사무소 위원장도 2년간 연임하는 등 능력을 보였다. 그러나 여러 여성이 관련된 스캔들을 시작으로 주지 연임을 위해 찬성표를 조작하는 등 편법을 사용한 사실, 공금횡령 비리가 드러나 오랜 분규와 반발에 휩싸인 끝에, 총독부 학무과의 정식 조사를 거쳐 1925년 통도사 주지직에서 불명예퇴진하게 되었다.
이후 10여 년이 지난 1937년 31대본산주지회의에서 총본산 건설 고문 4명 중 한 명으로 선정되면서 다시 불교계에 등장했다. 중일 전쟁 하의 전시 체제 속에서 경남3본산종무협회 고문(1939년), 총본산 태고사(현 조계사) 종무 고문(1941년)으로 추대되었으며, 일본군 위문 등의 전쟁협력 행위에 가담했다.
대한민국 정부 수립 후인 1949년에도 조선 불교 제3대 총무원장에 취임하여 불교계에서 활동하다가, 1965년 94세로 사망했다.

## 사후
이능화는 김구하에 대하여 다음과 같은 평을 남겼다.
영산의 아홉 줄기 강물도 성스러운 바다에 이르면 다 똑같은 맛을 내게 된다. 이미 절의 살림살이를 맡는 직책에 임하여 대중을 통솔하였으니, 도술에 통함이 없이도 사람들을 제도할 만하였다. 특히 이회광, 강대련, 김구하 세 스님은 그 행적을 말하건대, 교(敎)를 종(宗)으로 삼고 불사공덕(佛事功德)을 주(主)
로 하였다.

김구하는 사후에 친일 승려 논란에 휘말려 2005년에는 민족문제연구소가 친일인명사전에 수록할 예정이라고 발표하기도 했다. 그러나 통도사 측에서 이에 대해 이의신청과 함께 방증자료를 제출하여, 민족문제연구소는 자료를 검토한 끝에 "초기 친일인사로 분류할 수 있으나 당시 불교계의 특수상황과 더불어 같은 시기 독립운동을 지원한 사실이 확인됐고, 1930년대부터는 뚜렷한 친일행적이 없었다"고 밝히고 김구하를 친일인명사전 수록자 명단에서 제외하였다.

## 같이 보기
- 통도사
- 일본불교시찰단
- 삼십본산연합사무소

## 참고자료
- 임혜봉 (2005년 3월 1일). 〈김구하 : 친일과 항일을 넘나든 비리 주지〉. 《친일 승려 108인》. 서울: 청년사. 128~156쪽쪽. ISBN 9788972783848.